# 代德斯海姆附近尼德基兴
代德斯海姆附近尼德基兴是德国莱茵兰-普法尔茨州的一个市镇。总面积3.78平方公里，总人口2338人，其中男性1160人，女性1178人（2011年12月31日），人口密度619人/平方公里。